# K-mix FOOO NIGHT ピンソバ
『K-mix FOOO NIGHT ピンソバ』（ケイミックス・フォーナイト・ピンソバ）は、静岡エフエム放送（K-mix）で放送されていたラジオ番組である。

## 概要
2017年4月の改編により、『K-mix みんなの19HR!』（19:00 - 21:00）と『Maison de Ami』の21時台が枠統合され、約3時間の生ワイド番組として放送開始。2020年3月まではK-mix本社1階のオープンスタジオ「view-st.」（ビュースタ）から公開生放送されており、放送中のスタジオの様子は、k-mixの公式ウェブサイトで約10秒おきの静止画像ではあるが閲覧することができた。K-mixのみの1局ネットであるにもかかわらず、radikoプレミアムのエリアフリー機能によって県外からも広く聴取されている（バカボン鬼塚（以下「鬼塚」）曰く、「ほぼ全国放送」）。番組リスナーは主に「バナナー」と呼ばれている（#バナナネーム参照）。
1週間を通して1つのメッセージテーマが設けられ、リスナーからのメッセージが紹介されているほか、通常のメッセージ（いわゆる「ふつおた」）なども随時紹介されている。また、番組独特の用語や雰囲気などを了知していないリスナーからの質問が読まれることがある。これについて鬼塚は、「番組のウィキペディア（つまり、本項。）を見て！」としている。
本番組では、曲のリクエスト受け付けはされていない。放送中に流れる洋楽は、「洋楽の旧譜を中心に気持ちの良い曲」が掛けられている。
2021年3月1日の放送にて、同年3月31日をもって番組が終了することが発表された。当番組に出演している鬼塚・川﨑は、同年4月1日より月曜 - 木曜の昼に放送される『K-mix Wiz.』のうち、水曜・木曜を担当する。

### 番組名について
- 「ピンソバ」とは、「帰宅中の車内、勉強中、残業中の“ピン（おひとりさま）”の横にピッタリ寄り添う」という意味である。鬼塚が自宅の風呂掃除中に思いつき命名したという。
- 「FOOO」は、番組が放送される月曜日、火曜日、水曜日および木曜日を意味している。

### 「〇〇ネーム」
番組内ではラジオネームとは別に、それぞれのリスナーに対し鬼塚が「鬼ネーム」、川﨑が「玲奈ネーム（ザキネーム）」をつけることが恒例化している。
鬼ネームは「〇〇鬼」・「鬼〇〇」などある程度投稿内容を踏まえたものになっているのに対し、玲奈ネームは投稿内容とあまり関係なく偶然川﨑が思い浮かべた単語であることも多い。
「老眼ネーム」や「恥骨ネーム」なども登場することがあるが稀である。こちらは鬼塚によって名づけてられている。

#### バナナネーム
これは2019年3月28日まで出演していた高橋茉奈（以下「高橋」）が「ラジオネーム：バナナン」（当時の投稿者）というべきところを、「バナナネーム」と読み間違えたことから始まったものである。このバナナネームの命名をリスナーから希望されることがあり、高橋が名づけていた。また、リスナーによってはリスナー自身が考えたバナナネームを高橋に承認してもらうこともしばしばあった。バナナ－もこれに由来している。

## パーソナリティ

### 番組終了時点
- バカボン鬼塚（番組内では主に「おに氏」と呼ばれる、2017年4月3日 - 2021年3月31日）
- 川﨑玲奈（番組内では主に「ザキさん」や「ザッキー」と呼ばれる、2019年4月1日 - 2021年3月31日）

### 過去
- 高橋茉奈（（当時）K-mixアナウンサー、2017年4月3日 - 2019年3月28日）

2021年3月31日の最終回に電話出演し、鬼塚・川﨑とともに番組の4年間について振り返った。

### 代理パーソナリティ
高橋茉奈夏休みに伴う代替
- 小杉涼花（2017年10月9日、2018年8月22日）
- 木下望、高森紫乃（STARMARIE）（2017年10月10日）
- 島田真梨子（2017年10月11日、2018年8月23日）
- 熊谷もえ（2017年10月12日）
- 如月りな（2018年8月20日）
- 萩田帆風（2018年8月21日）

川﨑玲奈夏休みに伴う代替
- 小杉涼花（2019年9月30日 - 10月3日、2020年9月21日 - 9月24日）

## タイムテーブル・コーナー

### 番組終了時点
（2021年2月現在）
19時台
- 19:00 オープニング
オープニングジングルの後、「こんばんは、静岡!」という鬼塚の叫びからスタートするのが定例。その後、フリートークを行い、その日のコーナーとメッセージテーマ・募集先の紹介に入る。このトークパートで話題になったものは「○○問題」と題され、その日のメッセージのお題にもされる。
「メッセージテーマ」はその週の月曜日から木曜日の4日間、同じテーマで募集され、メッセージ紹介の時間に適宜読まれる。また、テーマとは無関係の「ふつおた」も募集している。
- 19:25頃 生コマーシャル（不定期）
- 19:30頃
  - 月曜日：ドレにしようか もう迷ネーズ

コーナー前半では鬼塚が母、川﨑が娘という設定で、エスエスケイフーズのドレッシングをテーマにしたミニコントが繰り広げられる。
コーナー後半では川﨑が包丁で野菜を切り、何を切ったかリスナーが当てる「ドレマヨクイズ」が行われ、正解者の中から1名にエスエスケイフーズのドレッシングがプレゼントされる。川﨑が野菜を切っている途中で『トントントントンワシントン』と言うのが恒例化している。同社のドレッシングを使用した感想やオリジナルレシピも募集する。
  - 火曜日：こんな私たちでよかったら

パーソナリティ2人による人生相談コーナー。この時間以降もメッセージ紹介の時間で逐一紹介している。
  - 水曜日：ブレス浜松 Feel Our Breath

地元のバレーボールチームの選手または監督を毎週1人スタジオに招き、インタビューするコーナー。
2019年4月からは出演選手の勤務地の同僚も出演し、仕事内容や選手の普段の様子なども語られる。
  - 木曜日：いぬじゅんの「ゐ」（毎月第1週、第3週、ある場合は第5週も）

小説家のいぬじゅん[4]が毎回提示するシチュエーションに沿った回答を大喜利形式で募集するコーナー。最後にいぬじゅんが選んだネタは「ゐ賞」として特製ステッカーが送られる。2018年7月5日、前コーナー「物語に名前はまだない」を隔週化し、リニューアルする形でスタートした。
  - 木曜日：そこの君、果物を答えにしてごらん？（毎月第2週、第4週）

はままつフルーツパーク時之栖[5]提供。その週のお題となる果物が答えとなる問題をリスナーから募集する。
- 19:50頃 メッセージ紹介
- 19:55 K-mix Headline News

20時台
- 20:00 ふろおた
リスナーからお風呂にまつわるふつおたを募集する。
- 20:20頃 ゲストトーク（不定期）

出演ゲストの一覧は「主なゲスト」を参照。
- 20:30頃
  - 木曜日：ダレドコナニ

2019年11月より開始。リスナーから「誰が」「どこで」「何をした」の3つをバラバラに募集し、1つずつ選んで1つの文を作る。パーソナリティ2人が互いに発表しあい、最も面白かった組み合わせの3人にはステッカーがプレゼントされる。また、番組ディレクターが選んだ「ワカチコ賞」[注 3]の組み合わせ3人にはADが描いたステッカー（もしくは「落書き」）がプレゼントされる。

21時台
- 21:00頃 おめコメクラブ
川﨑が即興で「おめでとうコメント（おめコメ）」を贈る誕生日祝福コーナー。川﨑着任時からしばらくはテーマメールやふつおたを紹介する時間の合間に「おめコメ」を行っていたが、メールの見落としや時間配分の関係により期日に放送されないケースが多発したため、21時台のレギュラーコーナーとなった。放送日に誕生日を迎えたリスナー本人や、それに近しい人物に向けた依頼を受け付ける（放送がない金～日曜日の先回りの依頼は受け付けない。また川﨑の好きな芸能人である場合を除き、有名人に対するメッセージ依頼も不可）。基本的には川﨑に「おめコメ」という名の振りで、若干アドリブやモノマネが苦手な川﨑を困らせることで楽しむ。また台本を付けて寸劇仕立てにすることも認められている。依頼が一通もなかった場合は、鬼塚が依頼がなかったことを告知し、即テーマメッセージ・「ふつおた」紹介に移る。
- 21:20頃
  - 月曜日～水曜日：9時11分の奏

3日間共通のテーマ・アーティストに沿って鬼塚がセレクトした音楽を紹介。コーナー名は9時11分の奏となっているが、時間通りに始まることはまずない。また、このコーナーの始まりの文章もメッセージで募集している。
  - 木曜日：沖井のA面、バカボンのB面

2018年1月3日開始のコーナー。毎週お題を決めて、TWEEDEESの沖井礼二と鬼塚の間でテーマに合った楽曲を紹介する。まず沖井がテーマと「A面」となる楽曲を選び、その次週に鬼塚がテーマに沿った「B面」の楽曲を選ぶ。
- 21:30頃
  - 月曜日：9時38分のセレナーデ

2019年4月1日開始のコーナー。川﨑が毎回自身で設定したテーマのもとでセレクトした楽曲を紹介する。
  - 火曜日：玲奈の眠れ〜な

川﨑が印象に残った楽曲の歌詞を解説し、最後に歌詞（英歌詞の場合は川﨑が和訳したもの）を朗読するコーナー。
  - 水曜日：ホームタウンスケッチ

川﨑が静岡県の様々なところに赴き、その地で記録した音を、解説とともに紹介するコーナー。2020年12月までは村田ボーリング技研[6]がスポンサーにつき、『村田ボーリング技研 presents ホームタウンスケッチ』として放送されていた。
- 21:45頃 メッセージ紹介
最後の楽曲の前には、「エンディングで読めたら読みます、豆腐」と言うのがお決まり。この理由については#タイムテーブル・コーナーを参照。
- 21:55 エンディング
その日のメッセージの中で、鬼塚が選んだ「おに賞」と川﨑が選んだ「れな賞」を発表する。木曜日には1週間の「おに賞」と「れな賞」から選んだ「金賞」「銀賞」「銅賞」を選ぶ。それぞれの賞には番組ステッカーが送られる。
- エンディング後のコーナー
  - らぶまんメッセージ紹介のコーナー

毎週木曜のみ行われる。「ダバライ」「アータ」「バッチチョキ」「パヤパヤ」など独特なメッセージを駆使したメールを紹介する。2020年からこの類のメッセージが増加し、番組の流れなどを鑑み同年7月よりこの時間に集中的に紹介することになった。主に鬼塚がメールを読み、川﨑は専ら嫌悪感や呆れ果てたコメントを吐露する。ダバライ は「何処からかダイブするようか感じを指す」と2020年9月15日のオンエア中に解説された。

## 主な番組ノベルティ
優秀な投稿に対し、両パーソナリティの独断で「れな賞」「おに賞」としてプレゼントしている。プレゼントは期間限定・数量限定のものもあり、常に貰えるというわけではない。
- B.O.K.コラボ番組Tシャツ

鬼塚が自腹で制作（サイズは「S」と「M」のみ）し、当初は少数のリスナーにプレゼントした。その後、リスナーからの購入希望が多数寄せられたことから、後述する「マイン・シュロス」でのイベント時に有料で販売（サイズは「S」「M」「L」、のちに「XL」も追加）された。
- 番組ロゴステッカー

番組ロゴでデザインしたステッカーシール。1週間で優秀な投稿には、金、銀、銅の色のステッカーがプレゼントされる。金と銀のステッカーについては、制作上のミスにより「バガボン鬼塚」と印刷されたものがプレゼントされたことがあった（4月分のみ。5月以降は正しい表記のものがプレゼントされている。その後、2017年9月21日の放送100回達成を記念して、メッセージが採用されたリスナーにプレゼントされている）。番組開始当初に1年分を発注して準備したが、放送開始約半年で在庫がなくなるほどプレゼントしている。
2017年6月5日からの1週間は、クラシカルステッカーがプレゼントされた。
- ピンソバそば

番組ロゴステッカーを参考にしたデザインがフタに印刷されたカップそば。K-MIX営業部が試作したもので、5名のみにプレゼントされたため、現在はプレゼントしていない。
- 番組ロゴ入りコースター、まな板

番組リスナーが限定製作したため、現在はプレゼントされていない。番組ロゴの焼き印が押されている。
- 番組ロゴチャーム、フェレ蔵チャーム（ストラップ）

番組リスナーが限定製作。2017年9月7日の放送で、番組を通じてリスナーにプレゼントされた。
- フェレ蔵名刺

番組リスナーが限定製作。2017年9月7日の放送で、番組を通じてリスナーにプレゼントされた
- 画伯缶バッジ

高橋（茉奈画伯）が書いた絵の缶バッジ。2017年6月5日からのスペシャルウィーク限定で5名にプレゼントされた。
- チョコバット

2017年9月20日(水)放送中に、K-MIX近隣にある三立製菓のチョコバットについて話題にしたところ、当社よりチョコバット1箱（60本入り）の差し入れがあり、2017年9月21日（木）の放送でメッセージが採用されたリスナーに限って、1人当り5～6本程度プレゼントされた。

## イベント
- 2017年8月14日、K-MIX近隣にある「はままつ地ビール工房「マイン・シュロス」」にて、番組初の公開生放送が行なわれた。

通常の番組進行に加えて、高橋による「地上の星」弾き語り、B.O.K.ライブが行なわれた。当日は、番組オリジナルTシャツが限定販売されたほか、数量限定のメニューとして「鬼タマゴ（スペイン風オムレツとソーセージ）」、「茉奈ポテト（マッシュポテトと焼きリンゴとパンチェッタ添え）」、「焼きバナナ」が提供された。
- 2017年8月31日、静岡市にある商業施設「新静岡セノバ」内のK-MIXサテライトスタジオ「view-st.Shizuoka"NOA"」から公開生放送が行なわれた。
- 2017年9月18日、「K-mix 1DAY SP　青葉 de ありカン！」において、19:00～20:00は青葉シンボルロード（静岡市葵区）、20:00～20:50は「view-st.Shizuoka"NOA"」より公開放送が行なわれた。

高橋が作詞作曲した 「ラジオって」が、ギターを初めて4ヶ月にもかかわらず弾き語りで初オンエアーされた（鬼塚とディレクター村上がアレンジしている）。
- 2017年10月29日、静岡理工科大学大学祭「SISTIVAL'17」において、「K-mix FOOO NIGHT ピンソバ　presents カノエラナ公開録音ライブ」が行なわれた。
- 2017年11月2日、東海大学建学祭 第37回海洋祭において、「K-mix FOOO NIGHT ピンソバ presents BRADIO公開録音ライブ」が行なわれた。
- 2018年1月8日、「マイン・シュロス」にて、番組初の新年会（スピンオフ）が行なわれた。

## 備考
- 2020年4月7日は、新型コロナウィルス緊急事態宣言によるJFN報道特別番組放送のため21時からの短縮放送となった[9]。